# بنجامين بيوركلاند
بنجامين بيوركلاند هو رسام سويدي، ولد في 28 ديسمبر 1986 في ترولهتان في السويد.